# Raymond Vincenti
Pour les articles homonymes, voir Vincenti.
Raymond Vincenti ou Raymond Vincentini né le 13 septembre 1911 à Marseille et mort le 12 mai 2001 à Grasse, est un arbitre français de football.

## Carrière
Il a officié dans des compétitions majeures : 
- Coupe de France de football 1948-1949 (finale)
- Coupe du monde de football de 1954 (2 matchs)